# Legon Cities FC
El Wa All Stars FC es un equipo de fútbol de Ghana que juega en la Liga de fútbol de Ghana, la primera división de fútbol en el país.

## Historia
Fue fundado en enero de 2006 en la ciudad de Wa de la región Alta Occidental y debutaron en la tercera categoría en la temporada 2006/07.
En tan solo una temporada consiguen el ascenso a la segunda categoría, consiguiendo ese año el ascenso a la Liga de fútbol de Ghana, donde terminaron en séptimo lugar en su primera temporada en la máxima categoría.
En la temporada 2016 logra ganar el título de liga por primera vez en su historia, con lo que logró la clasificación para la Liga de Campeones de la CAF 2017, el primer torneo internacional en la historia del club.

## Palmarés
- Liga de fútbol de Ghana: 1

2016

## Participación en competiciones de la CAF
| Temporada | Torneo     | Ronda           | Club | Casa | Visita | Global |
| --------- | ---------- | --------------- | ---- | ---- | ------ | ------ |
| 2017      | Preliminar | Al-Ahly Trípoli | 1-3  | 0-2  | 1-5    |        |

## Entrenadores
- Emmanuel Quarshie (2008-13)